# Giulio Liberati
Giulio Liberati (Roma, 27 maggio 1913 – Roma, 6 aprile 1992) è stato un calciatore italiano, di ruolo mediano.

## Carriera
Ha trascorso due stagioni (dal 1931 al 1933) alla Roma. Alla fine degli anni trenta, militò nell'Alba Motor, fino al 1940, e quindi nel Grosseto.

## Palmarès

### Club

#### Competizioni nazionali
- Serie C: 1

M.A.T.E.R.: 1938-1939 (girone G)